# Zaroślak (skały)
Zaroślak (niem. Heideberg, 485 m n.p.m.)  – grupa skał na wzniesieniu Zaroślak w Karkonoszach.
Zgrupowanie granitowych skał nad rzeką Kamienna.